# سفارة ألمانيا في اليونان
سفارة ألمانيا في اليونان هي أرفع تمثيل دبلوماسي لدولة ألمانيا لدى اليونان. تقع السفارة في أثينا وهي تهدف لتعزيز المصالح الألمانية في اليونان.

## وصلات خارجية
- قائمة سفارات ألمانيا
- قائمة السفارات في اليونان